# Strumpebandssnok
Strumpebandssnok  (Thamnophis sirtalis) är en ormart som är vanlig över stora delar av Nordamerika.

## Beskrivning
Strumpebandssnoken har en längd mellan 46 och 137 cm, honorna är längre än hanarna, som har proportionerligt längre svans. Utseendet varierar mycket. Den har vanligen tre ljusa, längsgående ränder på ovansidan, som kan vara vita, gula, grönaktiga, blå eller bruna, på en svart, grå, brun eller olivgrön botten. Ränderna kan ha rader av mörka prickar längs dem, och de kan också vara otydliga eller saknas helt. Undersidan är ljus, med samma färger som ovansidans ränder. Tungan är röd. Som de flesta andra arter i släktet, men till skillnad från vattensnokar (släktena Natrix och Nerodia) har den endast en analplåt. Fjällen är kölade.

## Taxonomi
Följande underarter har identifierats:
- Thamnophis s. sirtalis (Linné, 1758)
- Thamnophis s. annectens (Brown, 1950)
- Thamnophis s. concinnus (Hallowell, 1852)
- Thamnophis s. dorsalis (Baird & Girard, 1853)
- Thamnophis s. fitchi (Fox, 1951)
- Thamnophis s. infernalis (Blainville, 1835)
- Thamnophis s. pallidulus (Allen)
- Thamnophis s. parietalis (Say, 1823)
- Thamnophis s. pickeringii (Baird & Girard, 1853)
- Thamnophis s. semifasciatus (Cope, 1892)
- Thamnophis s. similis (Rossman, 1965)
- Thamnophis s. tetrataenia (Cope, 1875)

## Utbredning
Arten finns i stora delar av Nordamerika, från sydöstligaste hörnet av Alaska och södra Kanada, längs östa och västra USA (men ej centrala delarna) till mexikanska gränsen och en isolerad förekomst i norra Mexiko (Chihuahua).
Det har kommit rapporter om att en art av strumpebandssnok, rödsidig strumpebandssnok, etablerat sig i Halland. Eftersom strumpebandssnokar är vana vid kallt klimat, finns det möjligheter att de kan klara sig kvar i Sverige.

## Vanor
Strumpebandssnoken föredrar fuktiga, gräsbevuxna omgivningar i närheten av vattensamlingar som dammar, sjöar, bäckar och diken, men är anpassningsbar och finns i ett flertal biotoper, exempelvis sankmarker, ängar och skogar. Den kan även förekomma i samhällen, bara den har skydd av vegetation, stenar eller avfall.
Ormen sover vintersömn, men milda dagar kan den komma fram tillfälligt för att solbada. Under både vinterdvalan och den vanliga nattsömnen ligger flera individer tillsammans för att hålla värmen.
Strumpebandssnoken lever framför allt av amfibier (inklusive grodyngel) och maskar.

### Livslängd
Fångna strumpebandssnokar kan bli mellan 6 och 10 år gamla (med 20 år som ett extremfall), men få vilda individer blir så gamla; många dör redan under sitt första levnadsår. Könsmognaden inträffar vid omkring 1,5 år för hanar, 2 år för honor.

### Fortplantning
Ormarna parar sig på våren, direkt efter vintersömnen. Efter 2 till 3 månaders dräktighet föder honan mellan 4 och 80 (vanligtvis 10 till 40) levande, fullt självständiga ungar. Vid parningen samlas 10 000-tals individer, och detta utgör världens största ansamling av kräldjur.